# Pendowolimo
Pendowolimo is een bestuurslaag in het regentschap Lamongan van de provincie Oost-Java, Indonesië. Pendowolimo telt 1655 inwoners (volkstelling 2010).